# العلاقات الأرمينية السلوفاكية
العلاقات الأرمينية السلوفاكية هي العلاقات الثنائية التي تجمع بين أرمينيا وسلوفاكيا.

## مقارنة بين البلدين
هذه مقارنة عامة ومرجعية للدولتين:
| وجه المقارنة                                              | أرمينيا                    | سلوفاكيا                                                       |
| --------------------------------------------------------- | -------------------------- | -------------------------------------------------------------- |
| المساحة (كم2)                                             | 29.74 ألف                  | 49.03 ألف                                                      |
| عدد السكان (نسمة)                                         | 2.93 مليون                 | 5.44 مليون                                                     |
| الكثافة السكانية (ن./كم²)                                 | 98.52                      | 110.95                                                         |
| العاصمة                                                   | يريفان                     | براتيسلافا                                                     |
| اللغة الرسمية                                             | لغة أرمنية                 | اللغة السلوفاكية                                               |
| العملة                                                    | درام أرميني                | كرونة سلوفاكية، يورو                                           |
| الناتج المحلي الإجمالي (بليون دولار)                      | 11.54 مليار                | 95.77 مليار                                                    |
| الناتج المحلي الإجمالي (تعادل القوة الشرائية) بليون دولار | 25.41 مليار                | 162.34 مليار                                                   |
| الناتج المحلي الإجمالي الاسمي للفرد دولار أمريكي          | 3.49 ألف                   | 16.09 ألف                                                      |
| الناتج المحلي الإجمالي للفرد دولار أمريكي                 | 8.07 ألف                   | 30.46 ألف                                                      |
| مؤشر التنمية البشرية                                      | 0.743                      | 0.844                                                          |
| رمز المكالمات الدولي                                      | +374                       | +421                                                           |
| رمز الإنترنت                                              | .am، .հայ ‏                 | .sk                                                            |
| المنطقة الزمنية                                           | ت ع م+04:00، توقيت أرمينيا | توقيت وسط أوروبا، ت ع م+01:00، ت ع م+02:00، أوروبا/براتيسلافا ‏ |

## مدن متوأمة
في ما يلي قائمة باتفاقيات التوأمة بين مدن أرمينية وسلوفاكية:
- ترتبط يريفان مع براتيسلافا باتفاقية توأمة منذ 2007.[14][14][14][14]

## منظمات دولية مشتركة
يشترك البلدان في عضوية مجموعة من المنظمات الدولية، منها:
| علم المنظمة | اسم المنظمة                               | تاريخ انضمام أرمينيا | تاريخ انضمام سلوفاكيا |
| ----------- | ----------------------------------------- | -------------------- | --------------------- |
|             | مؤسسة التنمية الدولية                     | 25 أغسطس 1993        | 1993                  |
|             | يونسكو                                    | 9 يونيو 1992         | 9 فبراير 1993         |
|             | وكالة ضمان الاستثمار متعدد الأطراف        | 5 ديسمبر 1995        | 1993                  |
|             | الأمم المتحدة                             | 2 مارس 1992          | 19 يناير 1993         |
|             | الفريق المعني برصد الأرض                  | ?                    | ?                     |
|             | الاتحاد البريدي العالمي                   | ?                    | ?                     |
|             | البنك الدولي للإنشاء والتعمير             | 16 سبتمبر 1992       | 1993                  |
|             | الاتحاد الدولي للاتصالات                  | 30 يونيو 1992        | 23 فبراير 1993        |
|             | منظمة حظر الأسلحة الكيميائية              | ?                    | ?                     |
|             | مؤسسة التمويل الدولية                     | 18 أبريل 1995        | 1993                  |
|             | المنظمة الأوروبية لسلامة الملاحة الجوية   | 2006                 | 1997                  |
|             | المركز الدولي لتسوية المنازعات الاستشارية | 16 أكتوبر 1992       | 26 يونيو 1994         |
|             | منظمة التجارة العالمية                    | 5 فبراير 2003        | ?                     |
|             | منظمة الشرطة الجنائية الدولية             | ?                    | ?                     |
|             | منظمة الأمن والتعاون في أوروبا            | 30 يناير 1992        | 1993                  |

## وصلات خارجية
- موقع وزارة الخارجية الأرمينية
- موقع وزارة الخارجية السلوفاكية